# Juliette Cambier
Pour les articles homonymes, voir Cambier.
Juliette Cambier, née Ziane à Saint-Gilles (Bruxelles) en 1879 et morte à Ixelles en 1963, est une peintre belge.

## Biographie
Élève de son époux Louis-Gustave Cambier et de Maurice Denis, Paul Sérusier et Édouard Vuillard à l'Académie de Renson à Paris, nièce d'Octave Maus, elle prend part en 1914 au Salon de la Libre Esthétique. Pendant la Première Guerre mondiale, elle vit avec son mari à Cagnes et y rencontre Auguste Renoir. Elle expose des études de fleurs au Salon des indépendants de 1927.